# Publius Ostorius Scapula

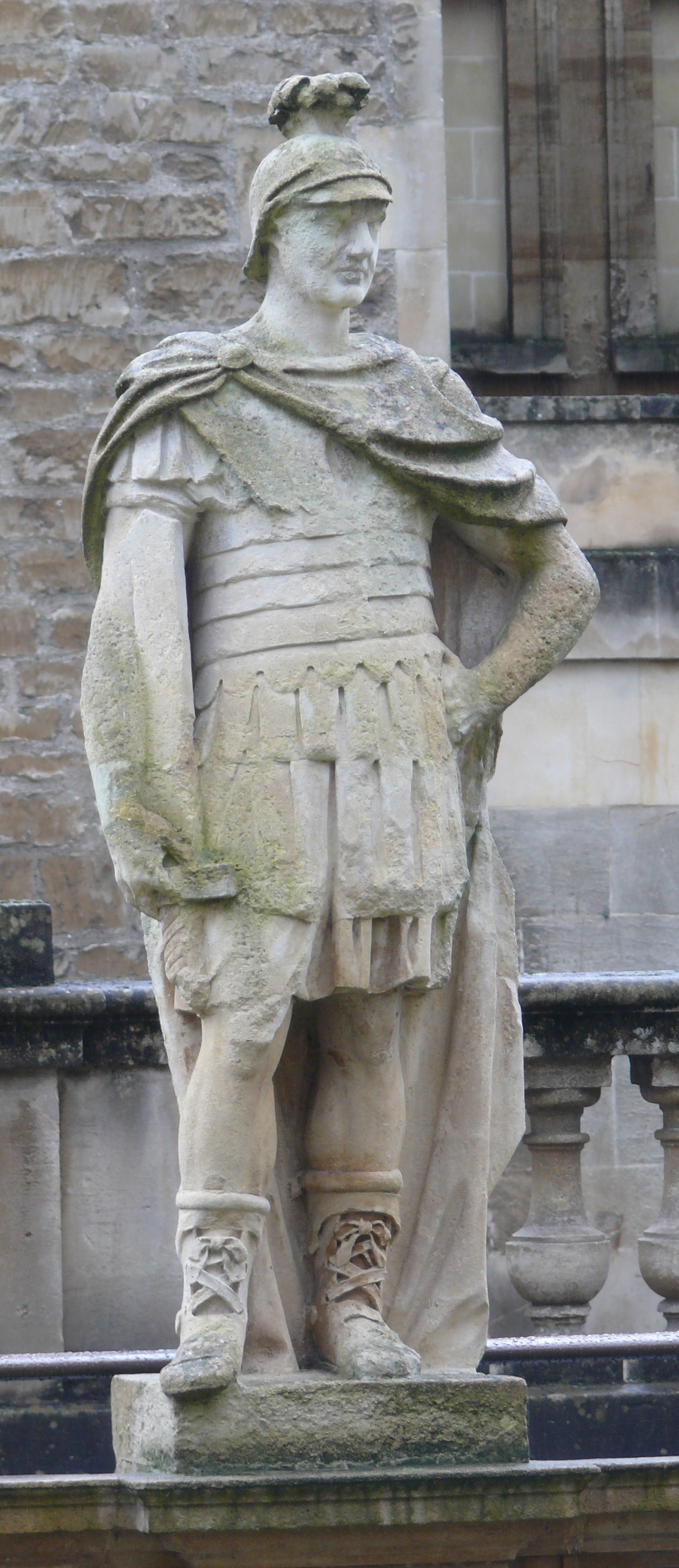
Publius Ostorius Scapula, Statue auf der Terrasse der römischen Bäder von Bath

Publius Ostorius Scapula († 52 in Britannien) war ein römischer General, Politiker und von 47 bis zu seinem Tod Statthalter (legatus Augusti pro praetore) in Britannien.

## Leben
Publius Ostorius Scapula war vermutlich der Sohn des gleichnamigen Präfekten von Ägypten in augusteischer Zeit und der Neffe des Prätorianerpräfekten Quintus Ostorius Scapula.
Unter Claudius wurde Ostorius Scapula Suffektkonsul in einem unbekannten Jahr vor 47. In diesem Jahr ernannte ihn der Kaiser in der Nachfolge des Aulus Plautius zum legatus Augusti pro praetore von Britannien. Dieses Amt erfüllte er bis zu seinem Tod. Unmittelbar nach Amtsantritt begann Ostorius Scapula einen Winterfeldzug gegen die keltischen Briganten in Mittelengland und gegen die im heutigen East Anglia beheimateten Icener. Nach dem Sieg über die Icener bekam sein Sohn Marcus Ostorius Scapula, der vermutlich als Militärtribun diente, die corona civica für die Rettung römischer Bürger verliehen.
Zu den militärischen Leistungen Ostorius Scapulas gehört die Niederschlagung des silurischen Aufstands unter Caratacus. Für die Gefangennahme des Aufständischen beantragte der römische Senat für ihn die ornamenta triumphalia. Der Statthalter erlag jedoch im Jahr 52 einer Krankheit, bevor er diese Ehrung beanspruchen konnte. Aulus Didius Gallus folgte ihm im Amt des Statthalters von Britannien.